# 53 d'Eridà
53 d'Eridà (53 Eridani) és un estel a la constel·lació d'Eridà. Té el nom tradicional d'Sceptrum (a Amèrica "ceptre"). 53 Eridani és una dels estels més brillants, que es denota p Sceptri (Brandenburgici), a la constel·lació obsoleta d'Sceptrum Brandenburgicum.
53 Eridani pertany a la classe espectral K2IIIb i té una magnitud aparent de 3,87. Es troba a uns 109 anys llum de la Terra. Les estimacions de paral.laxi fetes per la sonda espacial Hipparcos el situen a una distància d’uns 110 anys llum, ó 33,7 parsecs, del Sol.